# Ділан Гелула
Ділан Ніколь Гелула (англ. Dylan Nicole Gelula; нар. 7 травня 1994) — американська акторка, найбільш відома своєю роллю Ксантіппи в телесеріалі «Незламна Кіммі Шмідт», а також роботою в незалежному кіно. Гелула дебютувала в кіно як головна актриса в романтичній драмі «Перша дівчина, яку я кохав» (2016) і з того часу знялася у фільмах «Квітка» (2017), «Підтримай дівчат» (2018), «Її запах» (2018), «Гадючник» (2020) та «Сценарій сну» (2023).

## Раннє життя
Народилася 7 травня 1994 року у Філадельфії, штат Пенсільванія. Вона була вихована в реформістському юдаїзмі. Вона відвідувала середню школу Лоуер-Меріон і пригадує, що їй було важко в старшій школі, їй було «дуже самотньо, але дуже комфортно бути одній», тому вона з'являлася в школі так рідко, що була змушена відвідувати останній клас повторно. У віці 17 років закінчила навчання та переїхала до Лос-Анджелеса.

## Кар'єра
Почала свою акторську кар'єру у віці десяти років, як статист у фільмі М. Найта Ш'ямалана «Дівчина з води». Вона пізніше зізналася, що "Дівчину з води" ніколи не дивилася ані вона, ані її батьки. Через два роки, в шостому класі, вона знайшла менеджера. Перед тим, як переїхати до Лос-Анджелеса, її агент у Нью-Йорку влаштував їй прослуховування на роль Джин Фордем у постановці театральної компанії Arden у фільмі «Серпень: округ Осейдж» режисера Террі Нолена, в якому вона зрештою зіграла головну роль. Вона згадує, як спочатку намагалася відмовитися від ролі, але пізніше зрозуміла, що дуже зацікавлена в ній.
Після переїзду до Лос-Анджелеса у віці 17 років вона працювала офіціанткою в елітному ресторані в Санта-Моніці, Каліфорнія, звідки її швидко звільнили. Вона також працювала покупцем у благодійному магазині Wasteland. Вона зіграла гостьові ролі в серіалах «NCIS: Полювання на вбивць», «Ми вже там?», «Закон і порядок: Спеціальний корпус». Гелула також зіграла роль Гретхен Дойл у «Дженніфер Фоллз», Форд у «Погоні за життям» і Ксантіппу у «Незламній Кіммі Шмідт».
Коли Гелула пробувалась на роль Ксантіппи в «Незламній Кіммі Шмідт», вона була в Лос-Анджелесі, але кастинг проходив лише в Нью-Йорку. Вона дала знімальній групі шоу касету прослуховування, а через місяць їй зателефонували та сказали, що вони зацікавилися нею, і врешті-решт вона отримала цю роль. Вона стверджує, що не знає, чому персонажу Ксантіппи дали таке ім'я.
У 2016 році Гелула дебютувала в кіно як виконавиця головної ролі в романтичній драмі «Перша дівчина, яку я кохав» режисера Керема Санги. Прем'єра фільму відбулася на кінофестивалі «Санденс» у 2016 році та отримала приз глядацьких симпатій у категорії Best Of Next. Гра Гелули у фільмі в ролі Енн отримала схвальні відгуки від різних критиків. Того ж року вона неодноразово грала в таких шоу, як підлітковий ситком «Filthy Preppy Teens» і комедійна драма Hulu «Без зобов'язань». Вона продовжувала зніматися в численних незалежних фільмах, включаючи «Квітка» (2017), «Підтримай дівчат» (2018), «Її запах» (2018).
У 2020 році Ділан створила подкаст з Броті Гуптою під назвою Lecture Hall, серед гостей якого були Айо Едебірі та Рейчел Сеннотт. Вона взяла участь у режисерському дебюті Купера Райффа, фільмі «Гадючник» (2020), де вона зіграла романтичну головну роль разом із Райффом. Фільм отримав Великий приз журі за найкращий повнометражний фільм на фестивалі South by Southwest. У 2023 році вона зіграла роль Моллі, помічниці керівника агентства вірусної реклами, у чорній психологічній комедії Крістофера Борглі «Сценарій сну» з Ніколасом Кейджем у головній ролі.

## Фільмографія

### Кіно
| Рік  | Назва                      | Оригінальна назва      | Роль              | Примітки         |
| ---- | -------------------------- | ---------------------- | ----------------- | ---------------- |
| 2006 | Дівчина з води             | Lady in the Water      | дівчина в басейні | немає в титрах   |
| 2010 |                            | Recycle Me             | Фіона             | короткометражний |
| 2013 | Люсі, 16:57                | Lucy, 4:57 PM          | Люсі              | короткометражний |
| 2016 | Перша дівчина, яку я кохав | First Girl I Loved     | Енн               |                  |
| 2017 | Квітка                     | Flower                 | Кала              |                  |
| 2017 | Дівчина-ведмідь            | BearGirl               | Дівчина-ведмідь   | короткометражний |
| 2018 | Підтримай дівчат           | Support the Girls      | Женнель           |                  |
| 2018 | Під Ейфелевою вежею        | Under the Eiffel Tower | Розалінд          |                  |
| 2018 | Її запах                   | Her Smell              | Дотті О. З.       |                  |
| 2020 | Вершниця                   | Horse Girl             | Джейн Доу         |                  |
| 2020 | Гадючник                   | Shithouse              | Меггі             |                  |
| 2022 |                            | I Want You Back        | Ліза              |                  |
| 2023 | Сценарій сну               | Dream Scenario         | Моллі             | [ 1 ]            |

### Телебачення
| Рік       | Назва                               | Оригінальна назва                 | Роль                      | Примітки    |
| --------- | ----------------------------------- | --------------------------------- | ------------------------- | ----------- |
| 2011      | Закон і порядок: Спеціальний корпус | Law & Order: Special Victims Unit | Бекка                     | 1 епізод    |
| 2011      | Ми вже там?                         | Are We There Yet?                 | Емі                       | 1 епізод    |
| 2013      | NCIS: Полювання на вбивць           | NCIS                              | юна Марія Маркін          | 1 епізод    |
| 2014      | Дженніфер-Фоллс                     | Jennifer Falls                    | Гретхен Дойл              | 10 епізодів |
| 2014–2015 | Погоня за життям                    | Chasing Life                      | Форд                      | 13 епізодів |
| 2015–2020 | Незламній Кіммі Шмідт               | Unbreakable Kimmy Schmidt         | Ксантиппа Ланістер Вургіз | 13 епізодів |
| 2016      |                                     | Filthy Preppy Teens               | Поркер                    | 8 епізодів  |
| 2016      |                                     | Casual                            | Обрі                      | 7 епізодів  |
| 2019–2020 | Безсоромні                          | Shameless                         | Меган                     | 5 епізодів  |
| 2020      | Учитель                             | A Teacher                         | Сексуальна дівчина        | 1 епізод    |
| 2022      | Грошва                              | Loot                              | Гейлі                     | 3 епізоди   |
| 2024      | Хитрощі                             | Hacks                             | Марія                     | 1 епізод    |

### Музичні відео
| Рік  | Назва        | Виконавець    | Ref.  |
| ---- | ------------ | ------------- | ----- |
| 2019 | «Can't Wait» | The Akergirls | [ 2 ] |